# Потому что люблю
«Потому что люблю» — советский фильм 1974 года режиссёра Игоря Добролюбова.

## Сюжет
Летчик-истребитель Николай Муравьёв переживает личную драму: жена, не выдержав жизни за Полярным кругом и забрав сына, уехала на материк. Полковник Белый, подумав о том, что жена вернётся к мужу, если тот будет служить на материке, переводит Николая в новую часть. Но проблема не в месте службы…

Перед героями этого фильма — проблема выбора. Справа — симпатичная и нежная жена, слева — новенький, красивый истребитель. Кто кого? Герой выбирает самолёт. Сценаристы в восторге, режиссёр не может сдержать умиления. Экая принципиальность! Экая бескомпромиссность! Они тоже стоят на позиции «или — или». В этом фильме любовь доказывают сжатыми челюстями, задрожавшим голосом, надрывным жестом в духе жестокого романса. Не помогает! Потому что невозможно замаскировать основную сюжетную подмену: речь, как ни крути, идёт не о любви, а о сожительстве, милом, уютном, привычном сожительстве, к сожалению, недолговечном, ибо Он влюблён в свои самолёты, а Она — в свой английский язык.— 

## В ролях
- Геннадий Корольков — Николай Муравьев, летчик-истребитель
- Василий Бочкарёв — Евгений Шелест, капитан
- Валентина Теличкина — Лена Муравьева
- Наталья Гвоздикова — Вера
- Наталья Величко — Катя Шелест
- Александра Климова — Ирина Белая
- Николай Рыбников — Роман Игнатьевич Белый, полковник
- Юрий Кузьменков — Анатолий Жук, старший лейтенант
- Гена Киселев — Гена, сын Евгения и Кати
- Серёжа Киселёв — Серёжа, сын Евгения и Кати
- Антон Корольков — Антон Муравьёв
- Александр Беспалый — Саша, механик
- Борис Борисёнок — полковник
- Ростислав Шмырёв — руководитель полетов
- Нина Розанцева — Галя
- Шавкат Газиев — Володя Таиров
- Пётр Юрченков Морозов, лейтенант
- Владимир Антоник — лётчик

## О фильме
По словам режиссёра сюжетные линии и драматургия были испорчены военной цензурой:

Несмотря на то, что консультантом фильма, посвященного летчикам-истребителям «Потому что люблю», был маршал авиации М. С. Скрипко, ко мне пришел вооруженный ножницами чиновник из военной цензуры, сел и очень ловко, профессионально стал резать готовую картину прямо на моих глазах. Сердце мое содрогнулось: 

— А… а… А сюжет!? 

— Что-нибудь придумаете.

Я не выдержал и ушел. Он дорезал всё, что хотел, я только посмотрел потом, что осталось — составить из этого даже приблизительно хорошую картину было невозможно.— режиссёр фильма Игорь Добролюбов
Многообещающий фильм сильно пострадал, что было подмечено уже на худсовете:

Качественное изображение благодаря пленке «Кодак». Только судьбы людские совсем не трогают. Их ведёт сюжет, а не жизненная неповторимость. Интересные по зрительной информации перспективы с использованием глубины-резкости с помощью диафрагмы. Только чувствуется, что все эти замечательные кадры зарезаны при монтаже.— Анатолий Заболоцкий, из дневника, для выступления на худсовете киностудии

## Прокат
Фильм вышел в кинопрокат 7 апреля 1975, в СССР его посмотрели 17 300 000 зрителей.